# Pavel Jakovenko
Pavel Oleksandrovitsj Jakovenko (Oekraïens: Павло Олександрович Яковенко) (Nikopol, 19 december 1964) is een gewezen Oekraïens voetballer. Hij speelde meer dan 150 wedstrijden voor FC Dynamo Kiev en kwam 19 keer uit voor de Sovjet-Unie. Hij is de vader van voetballer Oleksandr Jakovenko.

## Carrière
Jakovenko maakte begin jaren tachtig de overstap van Metalist Charkov naar het grote Dynamo Kiev. Hij groeide als centrale middenvelder uit tot de spelverdeler van zowel Dynamo Kiev als het voetbalelftal van de Sovjet-Unie. Het sportieve hoogtepunt uit Jakovenko's carrière vond plaats in 1986. Dynamo Kiev werd dat jaar voor de tweede keer op rij kampioen en veroverde bovendien ook de Europacup II. In de finale versloegen Jakovenko en zijn ploegmaats het Spaanse Atlético Madrid met 3-0. Een maand later nam de middenvelder met de Sovjet-Unie deel aan de Wereldbeker in Mexico. De Sovjet-Unie werd toen in de tweede ronde na verlengingen uitgeschakeld door de Rode Duivels. Jakovenko werd 21ste bij de uitreiking van de Gouden Bal.
Eind jaren tachtig kwam Jakovenko nog amper aan spelen toe. Een opeenstapeling van blessures zorgden ervoor dat hij zich vaak tevreden moest stellen met een plaats op de bank. In 1993 verliet hij Dynamo Kiev en speelde hij nog één seizoen voor de Franse eersteklasser FC Sochaux. Na zijn spelerscarrière ging hij in Rusland en Oekraïne aan de slag als voetbalcoach.
1 Dasajev ·
2 Bezsonov ·
3 Tsjivadze ·
4 Morozov ·
5 Demjanenko  ·
6 Boebnov ·
7 Jaremtsjoek ·
8 Jakovenko ·
9 Zavarov ·
10 Koeznetsov ·
11 Blochin ·
12 Bal ·
13 Lytovtsjenko · 
14 Rodionov ·
15 Larionov ·
16 Tsjanov ·
17 Jevtoesjenko ·
18 Protasov ·
19 Bilanov ·
20 Alejnikaw ·
21 Rats ·
22 Krakovskji ·
Coach: Lobanovskyj